# Yuhina everetti
Yuhina everetti е вид птица от семейство Zosteropidae.

## Разпространение
Видът е разпространен в Бруней, Индонезия и Малайзия.